# 伊藤謙
伊藤 謙（いとう けん、1984年 - ）は、日本の実業家、あいホーム代表取締役。住宅産業のIT・インターネット活用など、顧客管理の水準を上げるDX化を推進。DX化に関する著書は台湾でも翻訳・刊行されたほか、スマートフォン向けのウェブデザインに注力。国内初の事例となる1社単独でのバーチャル展示場を開設するなどした。

## 人物・経歴
1984年、宮城県加美町に生まれる。実家は建築資材を販売する会社を経営。少年期に柔道に親しみ、高校時代には桐蔭学園でラグビー部に所属。明治大学商学部に進学。明治大学進学後もラグビーを継続するも、経営学に集中。この際にピーター・ドラッカーの「顧客を創造する」との思想に出会い衝撃を受け傾倒。同時にゼミにも夢中になる。
大学卒業後は、家業を継ぐため、修業のため山形県の住宅会社で営業職で研鑽を積んだのち、経営を学ぶ目的で徳島県の工務店へ弟子入り。この期間に東日本大震災が発生。宮城県の家族・友人に電話もE-mailもつながらない状況を経験。通信手段がほぼ遮断された中で、唯一MIXIだけが宮城の状況を知る唯一の手段となった。この際、インターネットの重要性を思い知り、後のDXのイメージができたのかもしれないと回想している。インフラが遮断され、運営が難しい状況であった震災後の2011年4月にあいホームに入社し、専務取締役に就任。年商50億円、自己資本比率51％、2022年度宮城県ビルダー着工棟数ランキング5位（宮城県内に本拠を置く企業では第2位）、県北部の大崎、栗原、登米圏内では第1位の優良企業に育て上げる。
1級ファイナンシャル・プランニング技能士、2級建築士、宅地建物取引士、インテリアコーディネーター、古民家鑑定士の資格を所有。

### DX化推進
2011年は前年比で倍以上の売上げがあったものの、人材確保が困難を極め、現存のリソースでの効率化で対処。この際、管理体制の改善に着手、手書きであったスケジュール管理をMicrosoft Excelにすることから始める。東日本大震災をきっかけとして、標準仕様の策定や施工マニュアルの標準化など現場の効率化など約2年間での平準化により、その後、年間200棟以上を安定的に建築する施工体制を構築する。
伊藤は、長井克之の「日本の住宅産業は顧客管理が極めて悪い」とする考えを、ドラッカーの「顧客創造」を工務店に置き換えることで、住宅産業の顧客管理の水準を上げることを模索。顧客の口コミを重視しながらも、データ管理が重要との考えに基づき、Salesforceと自社システムを組み合わせて独自の顧客管理システムを構築。顧客を一つのIDで管理していくシステムに切り替えるとともに、契約内容や図面データなども紐付けし、将来的なデータ管理とペーパーレス化を実現した。その後の、スマートフォンの普及により、ZOOMやLINE WORKSのアンケート機能を駆使するなど、非対面のデジタルツールを活用したコミュニケーションを推進。伊藤はDX化が、地方企業の人口減少や少子高齢化の重要な解決策だと考えている。あいホームはテレビCMや総合住宅展示場の出展などを行わずに、宮城県内で約3,000棟の建築実績を持つほか、2019年度には、宮城県北部エリアで大手ハウスメーカーを抜き、着工数1位を実現。
ところが、DX化推進の裏で弊害も生じる。社内コミュニケーション不足に陥り、若手社員が次々にやめるなど種々の問題に直面する。そこで伊藤は自ら掃除をしたり、オンライン会議を減らし各店舗を回る”社長巡行”でコミュニケーション機会を増やす努力を重ねる。あるとき、皆でカレーを調理する機会を持ったが、この際には皆がマスクを外しお互いの顔が見え会話が弾んだ。これが好評となり、現在も続き、社員がバンド演奏もするようになった。途端に業績が上向いたという。伊藤は社員全員と紙に手書きでの文通を試みるなどアナログ的手法にもこだわった。現在ではこうした経験を同じ境遇の若手経営者と共有しているという。
また、学生へのヒアリングの結果、InstagramやYouTubeライブ配信を活用した新卒採用を行うなど、新しい試みも開始。合同企業説明会にかかるコストや労力削減を実現。SNSを活用する学生は、自ら積極的に情報を探してアプローチする学生が多く、有能な学生の採用に成功した。

### SDGs
SDGs（持続可能な開発目標）への取り組みにも熱心で、廃棄される建築端材を再利用し、ベンチなどの家具を製造。また、全事業所の使用電力を再生可能エネルギーに切り替えたり、利用が減少する秋保石の活用に取り組む。

### 略歴
- 2019年、同社を宮城県北部エリアで着工数1位の工務店に成長させ、新型コロナ禍でも2020年上半期の新規受注数を前年比130%増の新規受注を実現[2][12]。

- 2020年5月、あいホーム社長に就任[5]。

- 2021年2月、スマートフォンからでもモデルハウスを内覧できる「あいホーム バーチャル展示場」を開設。1社単独でのバーチャル展示場は国内初の事例で、注目を集めた。一般に展示場の訪問者は月に100名程度といわれる中、このバーチャル展示場には、1日に100名が訪問する[11][10]。2022年現在公開するのは19棟のモデルハウスで、スマホの操作だけで居室すべてが360度見学できる。この展示場は、1社単独でバーチャル展示場を開発した国内初の事例で、その棟数も国内最大規模であった[1]。

- 2021年には、著書『地域No.1工務店の圧倒的に実践する経営』～DXで生産性最大化、少数精鋭で高収益！～（日本実業出版社）を刊行。著書は同年11月には台湾でも翻訳され発売された[16][17]。2022年11月には全国の図書館1333施設に書籍を寄贈[18]。武沢信行は、中小企業に対するDX道理に関する福音書だと評した[10]ほか、本田直之はDXで生産性を最大化し、少数精鋭で高収益を上げた事例として高く評価している[19]。

- 2024年5月14日 
  - エンジョイワークス、ユカリエとの共催による不動産セミナーを開催。「共創」をテーマにブランディング戦略について発表[20]。
  - 6月29日、コラボ企画実施。ペットマガジン「ARCHE!（アルシュ）」主催の愛犬撮影会を若林店で開催。「GOOD LUCK COFFEE ROASTERS」のコーヒー試飲、コーヒーバッグの販売その他を同時実施[21][22][23]。
  - GOOD LUCK COFFEE ROASTERSとのコラボ企画を実施[24]。
  - 7月29日、伊藤が主催する「BRANDING MEETUP」が開催され経営者20名が参加[25]。
  - 11月、新型コロナ禍で一時閉店していた水族館前店をリニューアルオープン。「コンパクトな家」「高品位の家」「極ZEHの家」の3つのコンセプトのモデルハウスを持つ」[26][27]。
  - 12月、石巻マリンビレッジ分譲開始[28][29]。
- 2025年
  - 3月、あいホーム66周年祭を各所で開催[30]。

## 書籍
- 『地域No.1工務店の圧倒的に実践する経営』～DXで生産性最大化、少数精鋭で高収益！～（日本実業出版社）ISBN 9784534058454 [31]
- 『室內設計公司數位經營革命』（麥浩斯[16]）ISBN 9789864087594
- 『圧倒的に実践するブランディング: 熱狂編』（2022年9月22日）[32]
- 『どんな逆境もチャンスに変える！　環境激変でも“連続”最高益！ 地域No.1工務店の「劇的に進化する」経営』（日本実業出版社、2024年3月15日） ISBN 9784534060877
- 『あたらしい工務店の教科書』P78-79（2024年6月30日、新建新聞社）ISBN 4865271422

## メディア

### テレビ
- ミヤギnews every. - コロナ禍でのオンラインを利用した家づくりについて（2021年3月18日）[33]

### 講演会・セミナー
- 2023年3月17日、住宅産業塾（日菱企画）の「工務店DXの真実」をテーマとした講演会に登壇。デジタル化を貫いた結果として企業文化、ブランディングでの人材育成の重要性などを語った[34]。
- 2023年3月28日、新建ハウジング主催のオンラインセミナー「イエトーク 住宅DX編」に「DXで解消できる工務店の課題」のテーマで登壇。DX経営に舵を切り、試行錯誤を繰り返しながら生産性の向上、高収益化を実現した事例を紹介した[35]。
- 2023年6月23日、「FDUA地銀信金WG×ちいきん会 コラボMeetup」（一般社団法人ちいきん会・一般社団法人金融活用データ推進協会主催）に登壇。新型コロナ禍3年をDXで乗り切った事例、DX推進における課題、未来のデータを活用する試み、今後の成長戦略などについて講演[36]。
- 2024年1月24日-26日、第147回「全国経営者セミナー」（日本経営合理化協会）に登壇。テーマは「地場の建設・不動産が仕掛ける《中小企業のブランディング戦略》[37]。
- 2024年7月29日、伊藤が主催する「BRANDING MEETUP」が開催[38]。
- 2025年1月29日、チバテレ 稼ぐ力養成講座に登壇。テーマは「生産性アップのヒントが学べる 環境激変の中でも勝ち抜くための 1/1 成長戦略」[39]。